# Inthraphithak
Chao Fa Krom Khun Inthra Phithak (tiếng Thái: เจ้าฟ้ากรมขุนอินทรพิทักษ์, ? - 1782) hay Chao Fa Chui (เจ้าฟ้าจุ้ย), Phra Ong Chao Chui (พระองค์เจ้าจุ้ย) là Nhị vương của Xiêm (Thái Lan) và vương của Cao Miên từ năm 1781 đến năm 1782. Ông là con trai thứ nhất của vua Taksin (Trịnh Quốc Anh) và Batboricha.